# Rio Caldas
Rio Caldas är ett vattendrag i Brasilien.   Det ligger i delstaten Goiás, i den sydöstra delen av landet, 180 km sydväst om huvudstaden Brasília.
Omgivningarna runt Rio Caldas är huvudsakligen savann. Runt Rio Caldas är det glesbefolkat, med 16 invånare per kvadratkilometer.